# Sint-Machariuskerk (Laarne)
De Sint-Machariuskerk in de Oost-Vlaamse gemeente Laarne is een kerkgebouw waarvan het oudste deel de vieringtoren uit de 15e eeuw is.
Deze laatgotische hallenkerk is toegewijd aan Macharius, een man uit Antiochië die in Gent verzeilde.
Een brand in 1583 was aanleiding voor een grondige restauratie, gedeeltelijk in Balegemse steen en gedeeltelijk uit nieuwere baksteen. De werkzaamheden waren klaar in 1636. Het leven van Macharius wordt uitgebeeld in de gebrandschilderde ramen. Leden van de familie Van Vilsteren, heren van Laarne in de 17e eeuw liggen in de kerk begraven. Het Lenglet-orgel uit 1672 werd gerestaureerd en was opnieuw klaar in 1982. Vanaf 2011 is het kerkplein helemaal vernieuwd, dit in verband met de werkzaamheden van het centrum van Laarne.
In de kerk bevindt zich onder meer een missiekruis van de beeldhouwer Matthias Zens, geschonken in 1884.
In 1942 werd de kerk beschermd als monument.

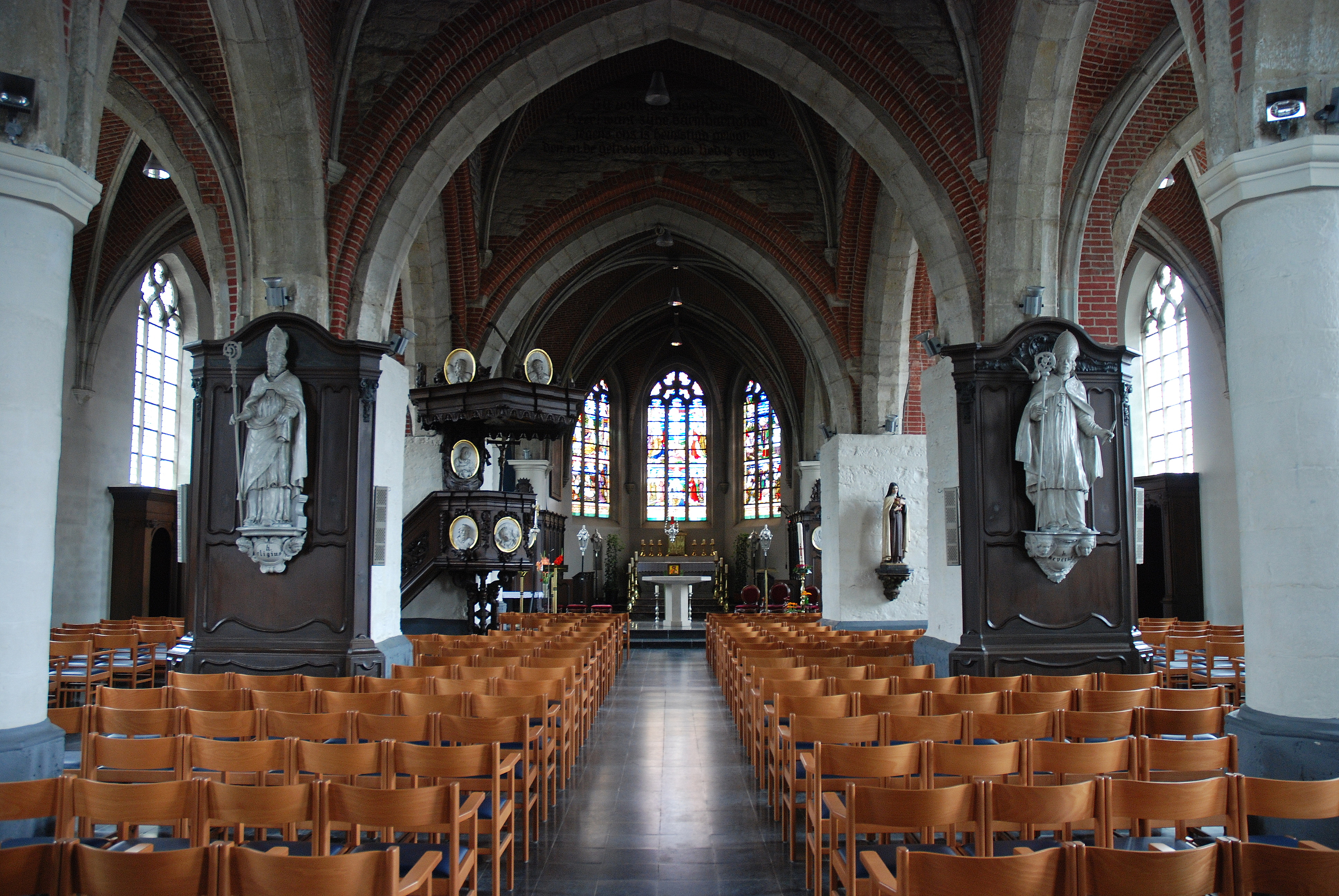
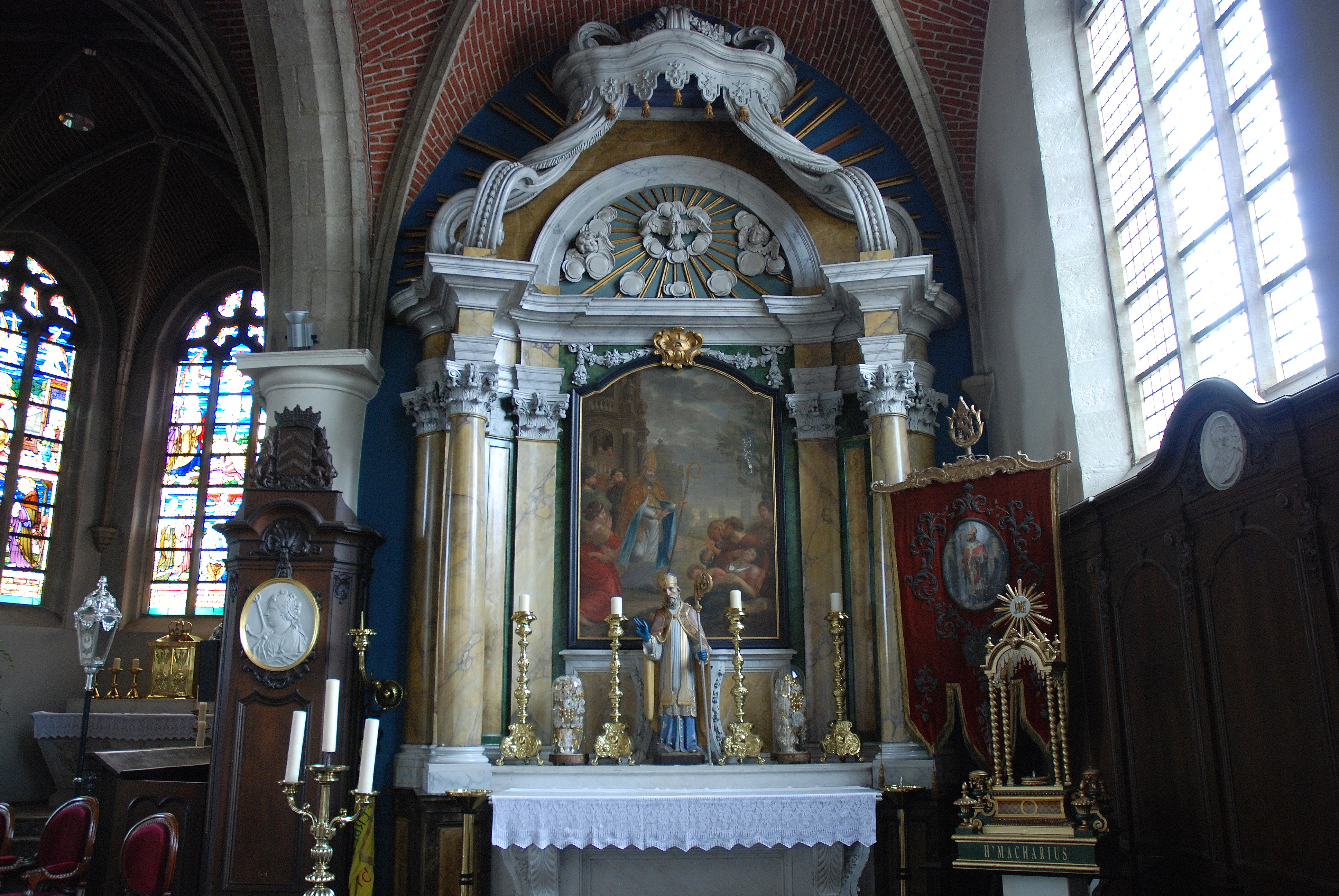
Het rechterzijaltaar
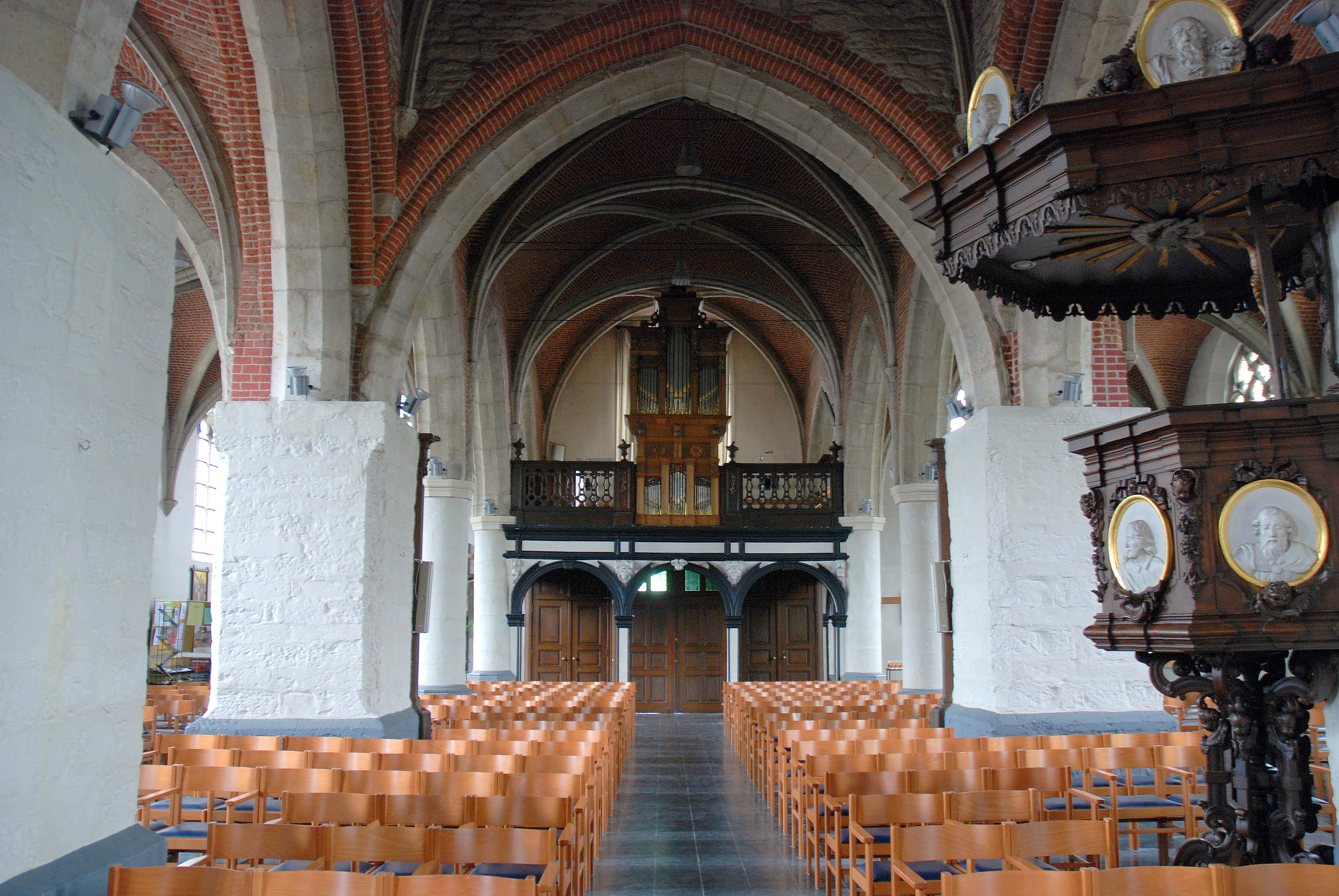
Het Lenglet-orgel uit 1672
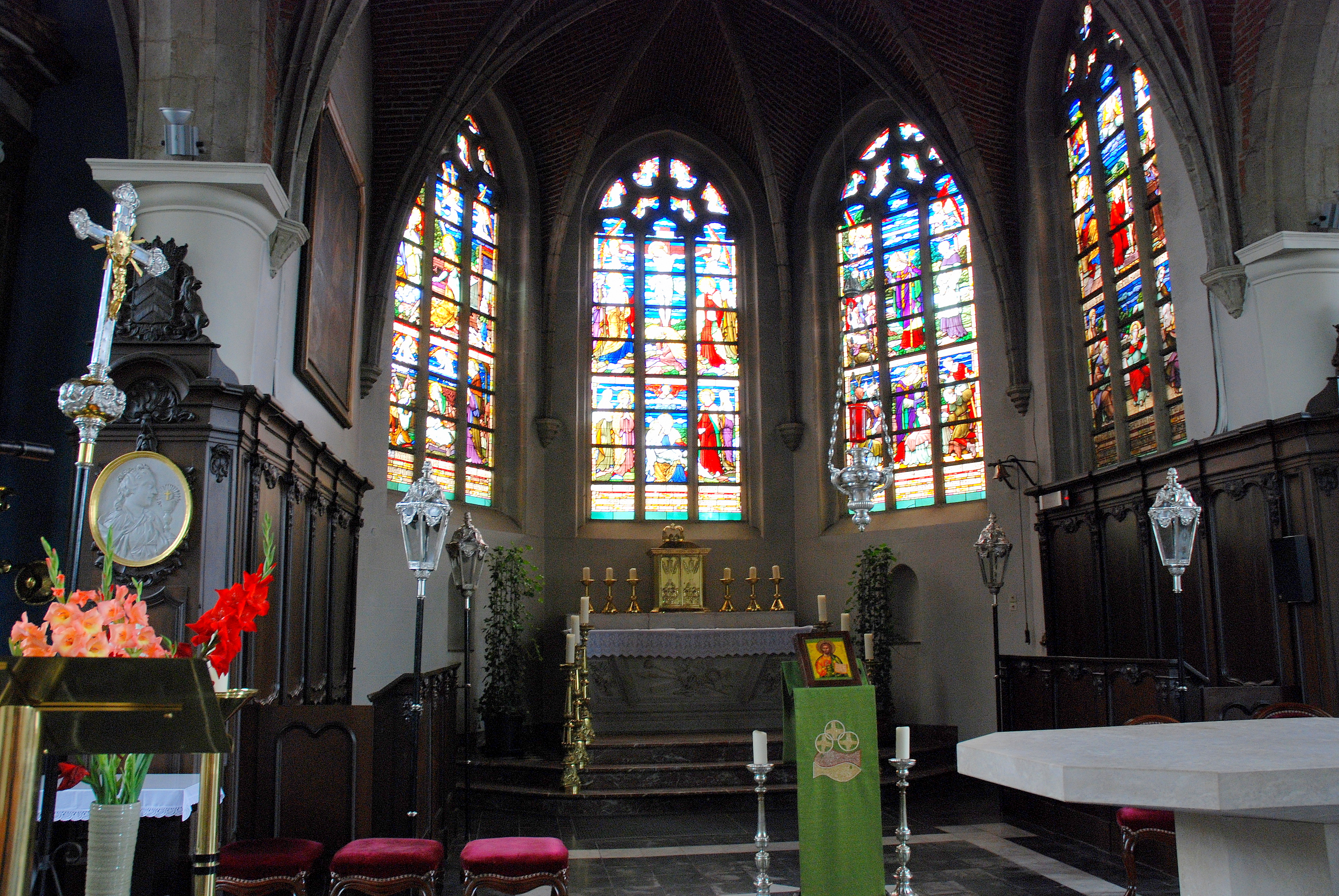
Het hoofdaltaar
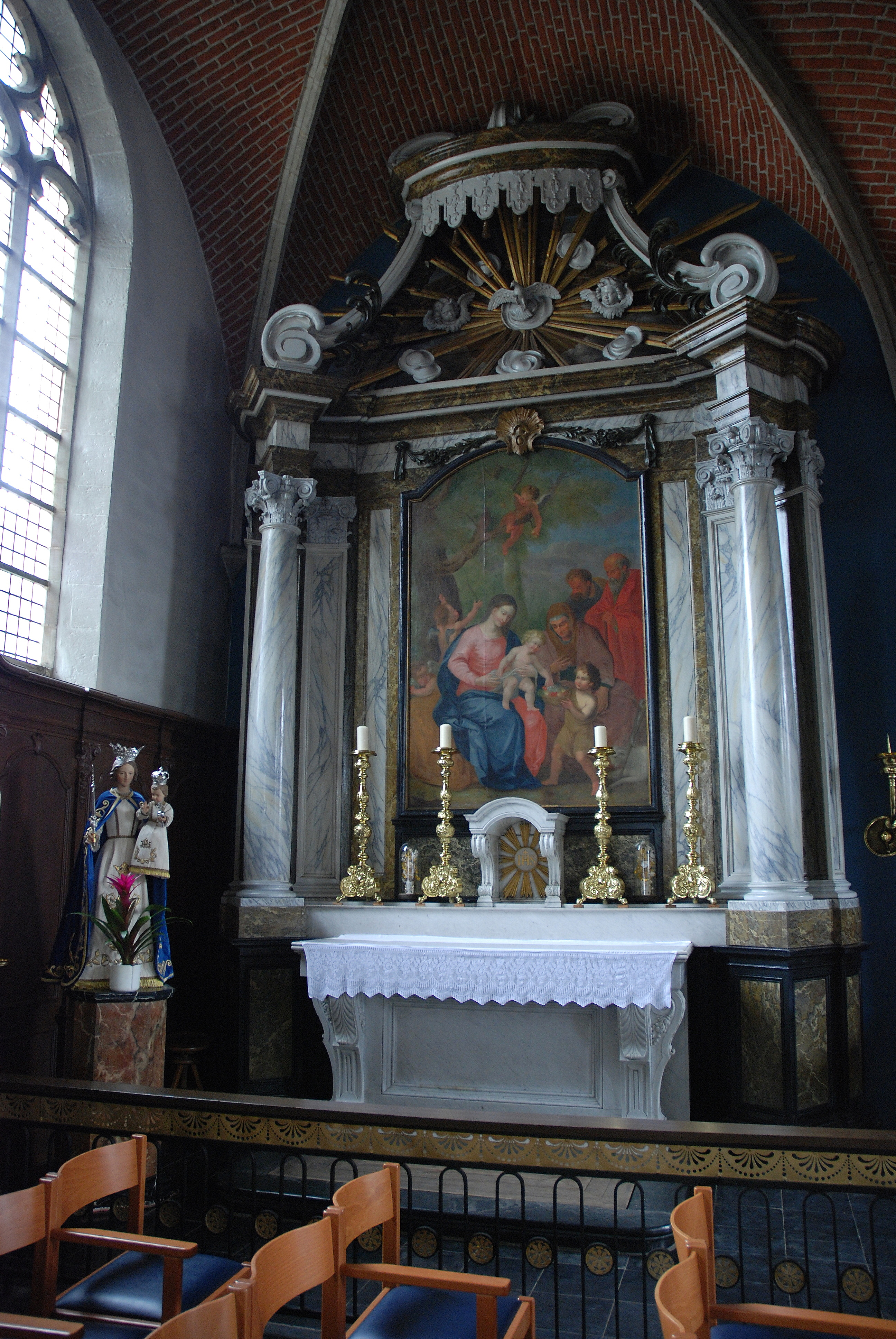
Het linkerzijaltaar